# 乙川弘文
乙川 弘文（おとがわ こうぶん、英語: Kōbun Chino Otogawa、1938年2月1日 - 2002年7月26日）は、アメリカで活躍した日本の曹洞宗の禅僧。別姓：知野（ちの）。道号は鳳雲。新潟県加茂市出身。
アメリカ合衆国カリフォルニア州で活動し、Apple社のスティーブ・ジョブズとの交流でも知られた。

## 来歴
新潟県加茂市の曹洞宗「定光寺」の三男として生まれる。1951年に13歳で乙川瑾映（のちの大本山總持寺独住20世貫首）に就いて得度。1960年、駒澤大学仏教学部卒業。1964年に京都大学大学院文学研究科で長尾雅人に師事して修士号（大乗仏教）を取得した。大学院在学中に地域の同宗派寺院耕泰寺の養子になり、知野に改姓。また、京都在学中は澤木興道の坐禅会に通い、20代目御弓師柴田勘十郎に弓道を師事した。
修了後、福井県の永平寺で宮崎奕保に就いて2年半修行し、特僧（師家候補生）に選ばれた後、1967年、鈴木俊隆の招きでアメリカ合衆国に渡った。タサハラ禅マウンテンセンターにて、1970年まで補佐を務め、1971年に鈴木が遷化した後には、ロスアルトスの禅センターにて、1978年まで活動。1979年にはロスガトスの慈光寺に転任した。
LSDやマリファナの使用など不法行為に耽っていたこと、幼い娘を自らの秘書に誘ったこと、貧困に陥った際に助けると言いながらも一切助けてくれなかったことなどでスティーブ・ジョブズの元恋人から批判されている。
1986年にはNeXT社に度々呼ばれ、スティーブ・ジョブズへ精神的な相談相手になり、1991年にはスティーブ・ジョブズとローレン・パウエルの結婚式を司った。
その後も各地にて活動し、2001年には友人のチョギャム・トゥルンパの遺嘱によりナーローパ大学（en:Naropa_University）の禅学・書道の教授に就任したが、2002年7月26日、スイスにおいて、5歳の末娘を助けようとして溺死した。

## 著作リスト
- "Embracing Mind: The Zen Talks of Kobun Chino Otogawa"（慈光寺禅センター、2016年）

## 関連作品
書籍
- 『ゼン・オブ・スティーブ・ジョブズ』（ケイレブ・メルビー著、ジェス3絵、柳田由紀子訳、集英社インターナショナル、2012年）
- 『宿無し弘文　スティーブ・ジョブズの禅僧』（柳田由紀子著、集英社インターナショナル、2020年→集英社文庫、2022年[12][13][14]）